# Владо Миклавц
Владо Миклавц Хенрик (Љубљана, 10. мај 1918 — Дрвар, 25. мај 1944) био је учесник Народноослободилачке борбе и народни херој Југославије.

## Биографија
Рођен је 10. маја 1918. године у Љубљани. Био је најстарији од четворице синова Јустина и Ангеле Миклавц. Изучио је ковачки занат и радио као ковач све до 1940. када је отишао на одслужење војног рока у Београд. Ту га је у марту 1941. затекао војни пуч и пад Владе Цветковић-Мачек и потом у априлу напад Сила осовине на Краљевину Југославију. У току Априлског рата, као припадник Југословенске војске, био је заробљен, али је успео да побегне из заробљеничког логора и почетком маја 1941. се врати у Љубљану. Заједно са четворицом млађе браће — Фердинадом званим Нанд, Јустином и Францем званим Винко у току лета 1941. прикључио се Народноослободилачком покрету (НОП).
Радили су на сакупљању оружја, које су сакривали у складишту, раније ископаном у близини њихове куће. Ово наоружање потом је преко поверљивих веза изношено из Љубљане и одношено партизанима у Доломите. Учествовао је у раду Омладинске борбене групе и Ослободилачког фронта Словеније (ОФ), а био је и припадник љубљанске Народне заштите, где се показао као веома храбар борац. Маја 1942. италијанске окупационе снаге су посумњале на породицу Миклавц, па су их позвали да се јаве у карабињерску станицу. Знајући да могу да буду ухапшени, четворица браће Миклавц и њихов отац Јустин, отишли су у партизане у Доломитски одред, где је почетком јуна 1942. Владо примљен у чланство Комунистичке партије Југославије (КПЈ).
Убрзо по доласку у Доломитски партизански одред, Владо је био додељен групи службе обавештавања и безбедности (ВОС), са којим је учествовао у разним диверзантским акцијама против италијанског окупатора и припадника Беле гарде. У јесен 1942. Бела гарда у циљу онемогућавања дејства доломитских партизана, почела са изградњом утврђена на Доломитама, али је Владо са својом групом вршио непрекидне нападе на њих. Већ тада се истакао храброшћу. Једном приликом је са двојицом сабораца напао групу италијанских војник. Један друг је тада био рањен и заробљен, али је Владо успео да га ослободи и потом се заједно са њим повуче. Приликом италијанске офанзиве на Доломите, почетком 1943, италијански војници опколили су и напали бункер у коме се налазио са неколико другова. Владо и његови другови били су тада приморани да враћају неексплодиране бомбе, али су успели да се пробију из обруча. Том приликом погинула су двојица његових сабораца.
У Доломитама је од јесени 1942. до пролећа 1943. боравило руководство Народноослободилачког покрета Словеније, а Владо је био одређен за вођу патроле која је штитила кретање чланова Централног комитета КП Словеније и Извршног одбора Ослободилачког фронта. Као поверљив и способан борац, био је одређен да однесе важну пошту у Врховни штаб НОВ и ПОЈ, који се тада налазио у Босанској крајини, пошто су тада биле покидане све друге везе. Након неколико недеља, успео је да изврши задатак и врати се у Доломите. Неколико пута је пратио Едварда Кардеља на његовим путовањима и са њим ишао на заседање Збора делегата словеначког народа у Кочевју, октобра 1943, а одатле у Јајце, на Друго заседање АВНОЈ-а, новембра 1943. године.
Као Кардељев пратилац Владо је у пролеће 1944. боравио у ослобођеном Дрвару, где га је 25. маја 1944. затекао немачки десант. Око поднева, када је изгледало да попушта притисак немачких падобранаца на Титову пећину, у којој се налазио Врховни штаб, Владо је са неколико другова изашао испред пећине, али је био смртно погођен.
Указом Президијума Народне скупштине Федеративне Народне Републике Југославије, 20. јула 1951. године, проглашен је за народног хероја.
У Народноослободилачкој борби учествовали су сви чланови породице Миклавц — родитељи Јустин и Ангела су радили у централној техници Покрајинског комитета КПС за Приморско, а поред Владе су погинула и двојица његове браће. Најмлађи Франци, познат по партизанском надимку Винко, погинуо је 20. фебруара 1943. као командир бомбаша Доломитског одреда, док је Фердинанд, звани Нанде, погинуо 28. августа 1944. као командант батаљона у Осмој словеначкој бригади.